# Alex Baczyński-Jenkins
Alex Baczyński-Jenkins (ur. 23 marca 1987 w Londynie) – polski choreograf zajmujący się także performansem. Zdobywca Frieze Artist Award, Arts Foundation Award, nominowany także do Paszportu „Polityki”

## Życiorys
Urodzony 23 marca 1987 w Londynie. Absolwent kierunku Contemporary Dance, Choreography, Context Uniwersytetu Sztuk w Berlinie oraz kierunku Aural and Visual Cultures Goldsmiths University. Wziął udział w programie Home Workplace stowarzyszenia Ashkal Alwan w Bejrucie.

### KEM
W 2016 roku wraz z Martą Ziółek utworzył queerowo-feministyczny kolektyw KEM skupiający działania z pogranicza choreografii, performansu, praktyk społecznych i dźwięku. Kolektyw poprzez choreografię stara się prowadzić do umacniania działań feministycznych, queerowych i antyrasistowskich mających miejsce w Polsce.
Zamierzeniem KEM-u jest kwestionowanie warunków oglądania, dyskusji, a także produkcji dzieł choreograficznych oraz performansu.
Kolektyw od kwietnia 2018 do kwietnia 2019 zaproszony został na rezydencję artystyczną przez Centrum Sztuki Współczesnej Zamek Ujazdowski. Podczas tego czasu zrealizowano projekt Trzy wiosny.
W 2019 roku kolektyw KEM został nominowany do nagrody Deutsche Bank. Inicjatorem konkursu Spojrzenia są: Zachęta – Narodowa Galeria Sztuki i Deutsche Bank Polska.

## Twórczość
W swojej działalności wykorzystuje różne praktyki społeczne, m.in. politykę gestu. Podejmuje problem afektu i powiązań queerowych.
Wpływ na jego twórczość ma tworzony przez Ashkana Sepahvanda technosexual reading circle, będący nieformalną grupą mającą na celu dyskusję na temat współczesnych relacji między seksualnością a technologią.
Swoje prace nazywa „obiektami choreograficznymi”, gdyż pozwala to na wydobycie ekspresywności połączonej z obecnością, materialnością oraz afektem.

### Miejsca wystawienia dzieł[15]
- 58 Biennale w Wenecji – Wenecja (2019),
- Galeria Foksal – Warszawa (2018),
- Chisenhale Gallery – Londyn (2017),
- Swiss Institute Contemporary Art – Nowy Jork (2016)
- Muzeum Sztuki – Łódź (2016)
- David Roberts Art Foundation – Londyn (2015)

## Nagrody
- 2018 – Frieze Artist Award[1]
- 2018 – Arts Foundation Award[2]
- 2019 – nominacja do Paszportu „Polityki”[3].